# La proton pseudos histérica
La proton pseudos histérica (en alemán Das hysterische Proton pseudos), es el artículo n°4 de la Parte II. Psicopatología, de Proyecto de psicología (1895) de Sigmund Freud.

## Sobre el término
La expresión latina «proton pseudos» (en griego Πρῶτον ψεῦδος), literalmente la primera mentira proviene de Aristóteles, refiriéndose a una premisa mayor falsa en un silogismo, que da como consecuencia una conclusión falsa.
En ese sentido, Emma, (paciente de Freud) es quien arriba a una conclusión falsa —en virtud de la cual sale corriendo de la tienda— a partir de una falsedad previa —que consiste en considerar que los empleados ríen de sus vestidos—: proton pseudos.
La proton pseudos es el nombre freudiano para la verdad como “develamiento” de lo no sabido, que se atiene a la lógica del inconsciente.

## Contenido

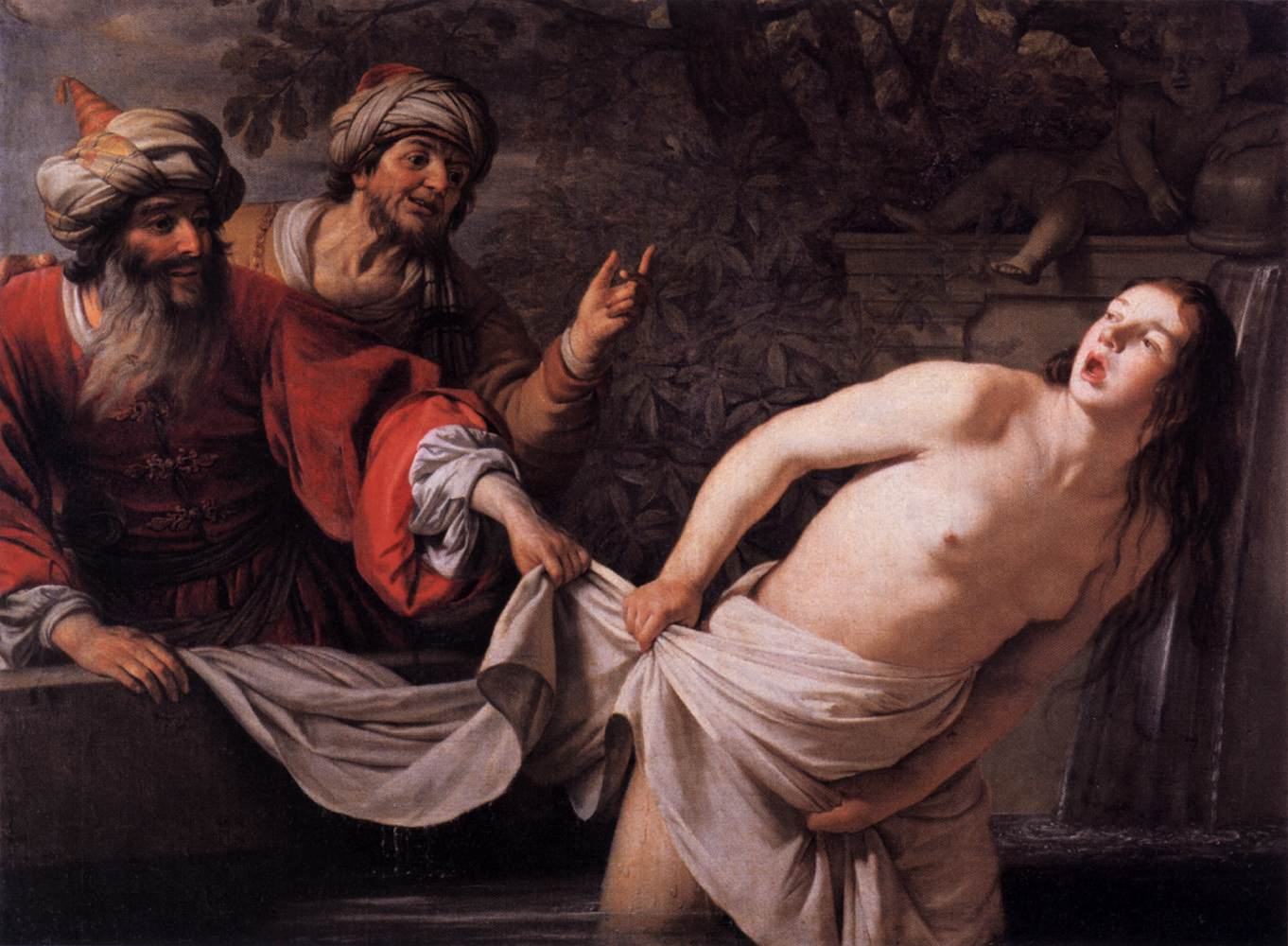
Susana y los viejos, por Gerard van Honthorst

En este artículo, Freud aborda el concepto de "proton pseudos histérica" y su relación con la compulsión histérica y el proceso primario conocido como "movimiento Qὴ" o formación de símbolo, particularmente en el ámbito sexual. Utilizando uno de sus primeros casos clínicos de una paciente llamada Emma, Freud examina los mecanismos psicológicos y las experiencias sexuales que contribuyen a los síntomas histéricos.

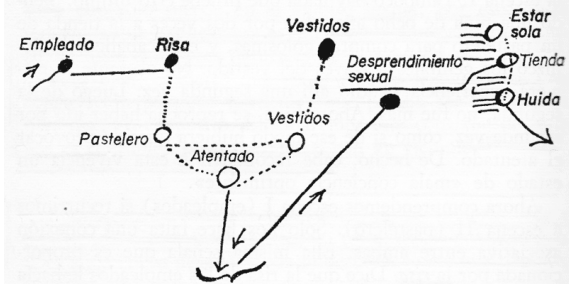
Figura n° 16 de Sigmund Freud del tomo I de Obras completas de Sigmund Freud, p 402

El análisis revela que el síntoma de Emma, que le impide ir sola a una tienda, está relacionado con un episodio traumático de su infancia en el que un pastelero la tocó inapropiadamente. Freud resalta la importancia de comprender la represión de recuerdos traumáticos en el desarrollo de la histeria y sugiere que la pubertad tardía en relación con el desarrollo general puede desempeñar un papel en este proceso.
Freud argumenta que el desprendimiento sexual prematuro o una intensificación sexual temprana pueden ser factores relevantes en la génesis de la histeria, y sugiere que algunas personas histéricas pueden haber experimentado una estimulación sexual temprana. En el caso de Emma, Freud observa la regresión temporal durante las sesiones y describe dos escenas regresivas: una reciente y reconstituida en la que Emma es ridiculizada por su vestido, y otra anterior e inconsciente que representa el recuerdo reprimido del acoso sexual por parte del pastelero.
De esta manera Freud entiende a los síntomas histéricos como efectos diferidos de un suceso sexual, cuyo traumatismo ocurre en su recuerdo y no en el suceso en sí.